# Броніслав Павель
Бруно Станіслав (Броніслав) Абдон Павель (нім. Bruno Stanislaw (Bronislaw) Abdon Pawel; 29 липня 1890, Плешен — 3 лютого 1946, Рига) — німецький воєначальник, генерал-майор вермахту. Кавалер Німецького хреста в золоті.

## Біографія
Молодший з трьох синів власника аптеки Станіслава Павеля і його дружини Клари Конкордії, уродженої Феррарі. Старший брат Казимир (5 липня 1889 — 24 жовтня 1916) загинув у бою під час Першої світової війни. Інший брат помер 5 травня 1889 року незабаром після народження. 23 травня 1905 року помер і батько Броніслава.
17 квітня 1910 року вступив в Прусську армію, служив в 10-му лотаринзькому піхотному полку №174. Учасник Першої світової війни, командир взводу, потім — роти свого полку. В червні 1920 року вступив в поліції. В грудні 1920 року демобілізований. 1 жовтня 1935 року вступив у вермахт і 15 жовтня призначений в штаб 3-го батальйону 51-го піхотного полку в Штрігау. З 15 травня 1935 року — командир 2-го батальйону 81-го піхотного полку у Франкфурті-на-Майні, з 26 серпня 1939 року — всього полку, одночасно в лютому-квітні 1941 року — командир охоронного полку «Париж». 11-23 січня 1942 року виконував обов'язки командира 15-ї піхотної дивізії, після чого повернувся в свій полк. З 3 лютого 1942 року знову виконував обов'язки командира 15-ї піхотної дивізії. 18 червня 1942 року відправлений в резерв. З 31 серпня по 9 вересня 1942 року пройшов курс офіцера з питань військовополонених у Відні. З 1 листопада 1942 року — командувач військовополоненими при головнокомандувачі військами в Остланді. З 1 грудня 1923 року — комендант 392-ї вищої польової комендатури в Білорусі, з 17 квітня 1943 року — 559-ї тилової ділянки при артилерійському командирі 4. 5 березня 1944 року знову відправлений в резерв. З 20 березня 1944 року — генерал для особливих доручень при групі армій «Північ» (з 25 січня 1945 року — «Курляндія»). 8 травня 1945 року звятий в полон радянськими військами, утримувався в таборі НКВС №27 в Красногорську. 26 січня 1946 року переведений в Ригу. 3 лютого 1946 року засуджений до страти військовим трибуналом Прибалтійського військового округу і того ж дня публічно повішений.

## Звання
- Фанен-юнкер (17 квітня 1910)
- Фенріх (18 грудня 1910)
- Лейтенант (13 вересня 1911)
- Оберлейтенант (25 листопада 1916)
- Гауптман поліції (червень 1920)
- Гауптман запасу (грудень 1920)
- Майор поліції (18 грудня 1930)
- Майор (1 жовтня 1935)
- Оберстлейтенант (1 квітня 1936)
- Оберст (1 січня 1939)
- Генерал-майор (1 вересня 1942)

## Нагороди
- Залізний хрест 2-го і 1-го класу
- Почесний хрест ветерана війни з мечами (1934)
- Медаль «За вислугу років у Вермахті» 4-го, 3-го, 2-го і 1-го класу (25 років; 2 жовтня 1936) — отримав 4 нагороди одночасно.
- Медаль «За Атлантичний вал»
- Застібка до Залізного хреста
  - 2-го класу (жовтень 1939)
  - 1-го класу (червень 1940)
- Німецький хрест в золоті (20 березня 1942)
- Медаль «За зимову кампанію на Сході 1941/42» (1942)
- Нарукавна стрічка «Курляндія»